# جنگل‌آباد (ریگان)
جنگل‌آباد (بم)، روستایی از توابع بخش مرکزی شهرستان  ریگان در استان کرمان ایران است.

## جمعیت
این روستا در دهستان ریگان قرار دارد و براساس سرشماری مرکز آمار ایران در سال ۱۳۸۵، جمعیت آن ۳۲ نفر (۷خانوار) بوده‌است.